# Байдар
Байдар (изв. сер. XIII века) — монгольский царевич, сын Чагатая, внук Чингис-хана.

## Биография
Принимал участие в общеимперском западном походе (1236—1242). По данным русской летописи, вместе с Батыем осаждал Киев (1240). Затем во главе отдельного корпуса войск вместе с братом Батыя Ордой воевал в Польше, где одержал победы под Турском (13 Февраля 1241 года), под Хмельником (18 марта 1241 года) и при Легнице (9 апреля), а также взял Краков (28 марта) .
Принимал участие в курултае, провозгласившем каганом Гуюка (1246). Сын Байдара Алгу правил в Чагатайском улусе в первой половине 1260-х.

## Комментарии
1. ↑  Магистр Рогерий, а вслед за ним Разин Е. А. в своей «Истории военного искусства» называют его Пета